# Дедрич, Бёрк
Бёрк Дедрич (англ. Burke «Buck» Deadrich; 30 июня 1945, Окленд, Калифорния — 18 ноября 2012, Вальехо, Калифорния) — американский борец (самбо, вольная борьба, греко-римская борьба), серебряный призёр летней Универсиады 1973 года в Москве, бронзовый призёр чемпионата мира по самбо 1973 года в Тегеране, участник соревнований по греко-римской борьбе на летних Олимпийских играх 1972 года в Мюнхене. По самбо выступал в полутяжёлой весовой категории (до 100 кг).
Участвовал в соревнованиях по греко-римской борьбе чемпионата мира 1969 года в Мар-дель-Плате, где занял 6 место.
На Олимпиаде в первой схватке Дедрич чисто проиграл советскому борцу Николаю Яковенко, затем также чисто уступил поляку Анджею Скшидлевскому, и, набрав 8 штрафных очков, выбыл из борьбы за медали.